# Мостепаненко, Михаил Васильевич
Михаил Васильевич Мостепаненко (1 ноября 1909—2002) — советский и российский учёный, доктор философских наук, профессор. Окончил физический факультет ЛГУ в 1932 году, в 1950 году аспирантуру Ленинградского педагогического института. В 1967 году защитил докторскую диссертацию по философии на тему «Философия и физическая теория: (Физическая картина мира и проблема происхождения и развития физических теорий)».

## Работы
Автор и соавтор более 50 статей и 2 монографий по философии физики.
В их числе:
- Мостепаненко М. В. Философия и физическая теория. — Л.: Наука, 1969. — 240 с.[3]
- Мостепаненко А. М., Мостепаненко М. В. Четырёхмерность пространства и времени. — М.: Либроком, 2010. — 189 с.[4]